# Convento de Porta Coeli (Moravia)

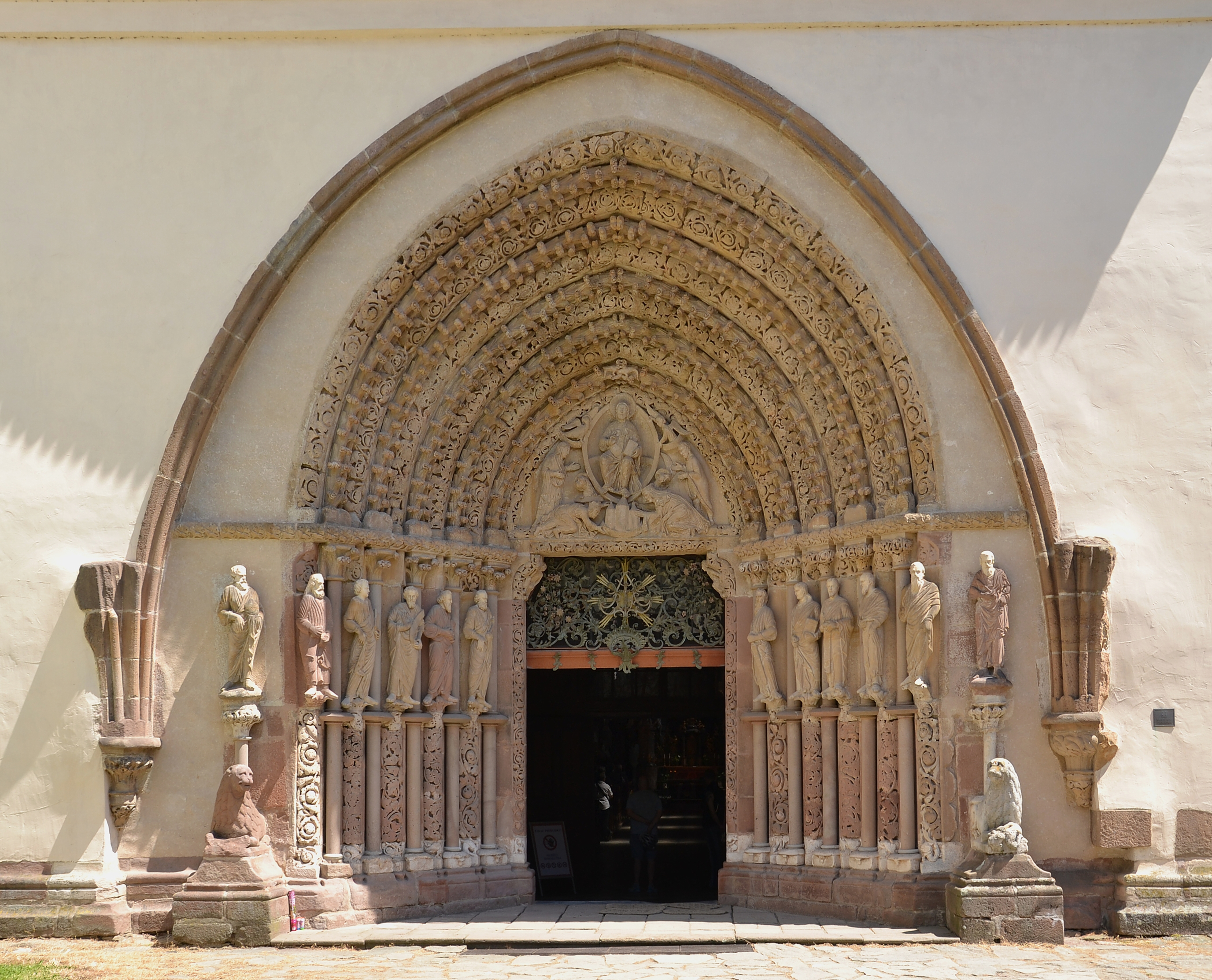
Convento de Porta Coeli desde el río

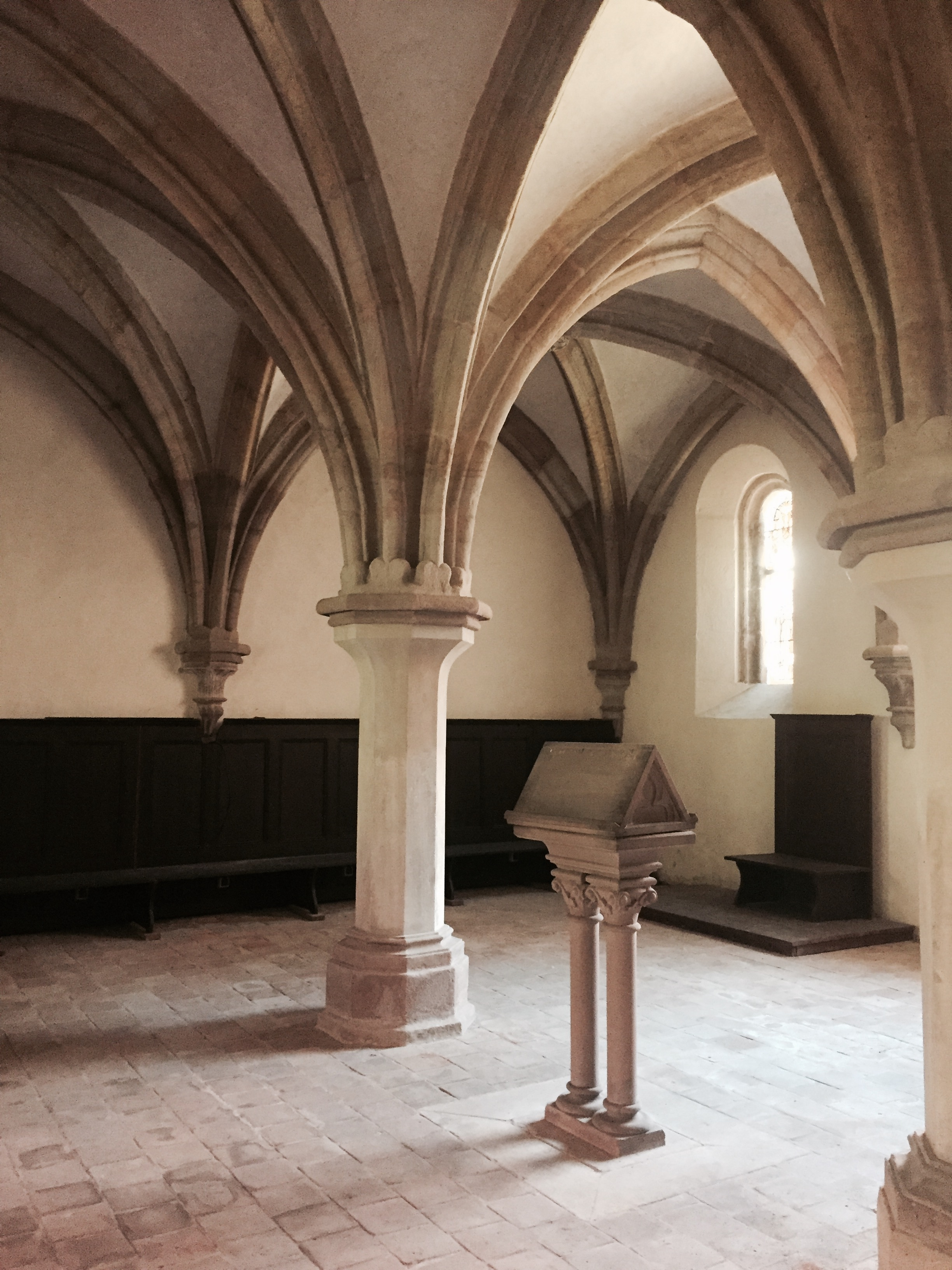
Convento de Porta Coeli desde el río

El convento de Porta Coeli (Klášter Porta coeli- Brána nebes en checo)  es un monasterio de mujeres fundado reale del siglo XIII, ubicado en Předklášteří, cerca de Tišnov, un suburbio al norte de Brno, en Moravia. República Checa. Está situado en el valle del río Svratka.
La iglesia del convento cisterciense, así como el monasterio en sí, fue fundado en 1233 por la reina Constanza de Hungría (fue enterrada allí después de su muerte) y consagrado en 1239 por el obispo de Praga Bernardo en presencia del obispo de Olomouc.
Consta de tres naves, crucero y cabecera rematada por cinco ábsides. Comenzó a construirse como románico, la esencia está en el estilo gótico temprano. A pesar de los austeros estándares cistercienses, la fachada oeste presenta un portal que recuerda a las catedrales francesas. Tiene toda su monumentalidad y generosidad. Se considera "único" no sólo en la República Checa. Probablemente sea el único portal monumental del gótico temprano al este del Rin con formato de catedral.
Del gótico temprano se conservan hasta el día de hoy: el claustro (patio del paraíso) y la sala capitular.
El monasterio fue abolido dos veces (durante las reformas josefinas y durante el régimen comunista). Pero también restaurado dos veces (1861 y 1992) del monasterio de la nación más pequeña de Europa (los serbios de Lusacia), Marienstern, en Panschwitz-Kuckau.
En el interior se conservan muebles barrocos posteriores a 1764. El altar contiene frescos de Franz Anton Maulbertsch e Ignác Raab y esculturas de Andreas Schweigel. En cuanto al claustro, además de la capilla, destacan su bóveda gótica, capiteles y otras esculturas.

## Enlaces externos

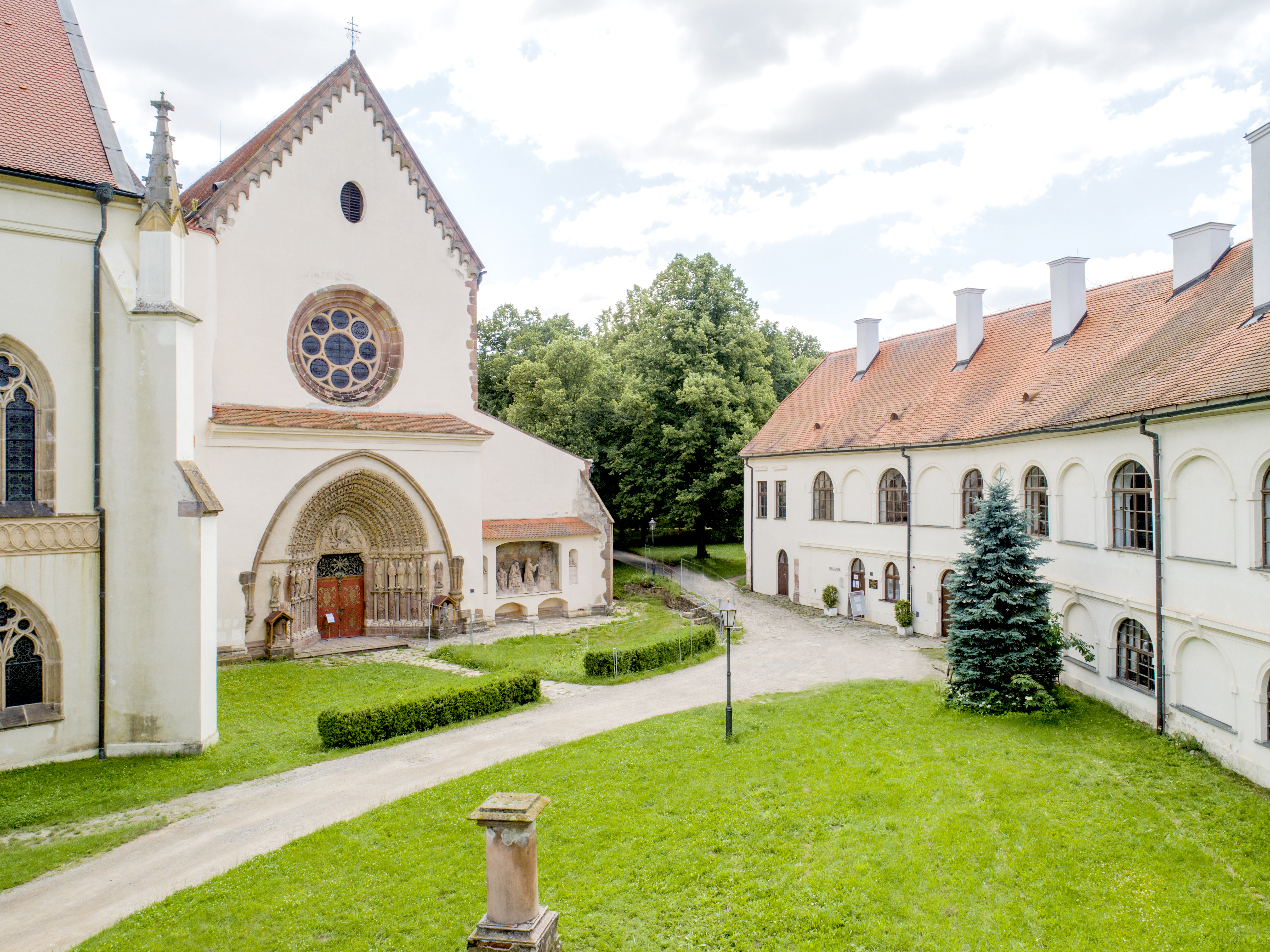
Fachada oeste con puerta "catedral"
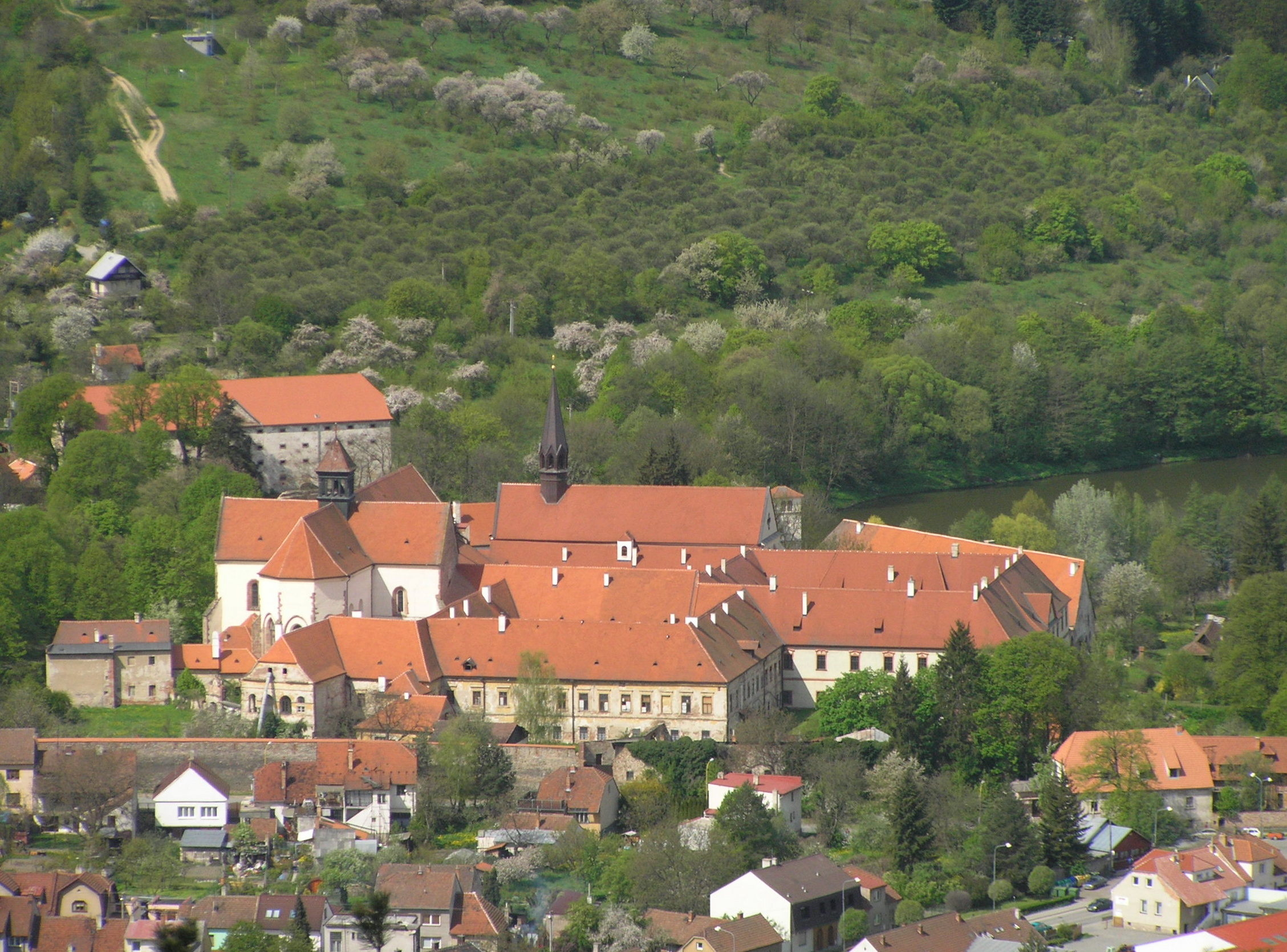
Vista general desde el este, con huertos circundantes.
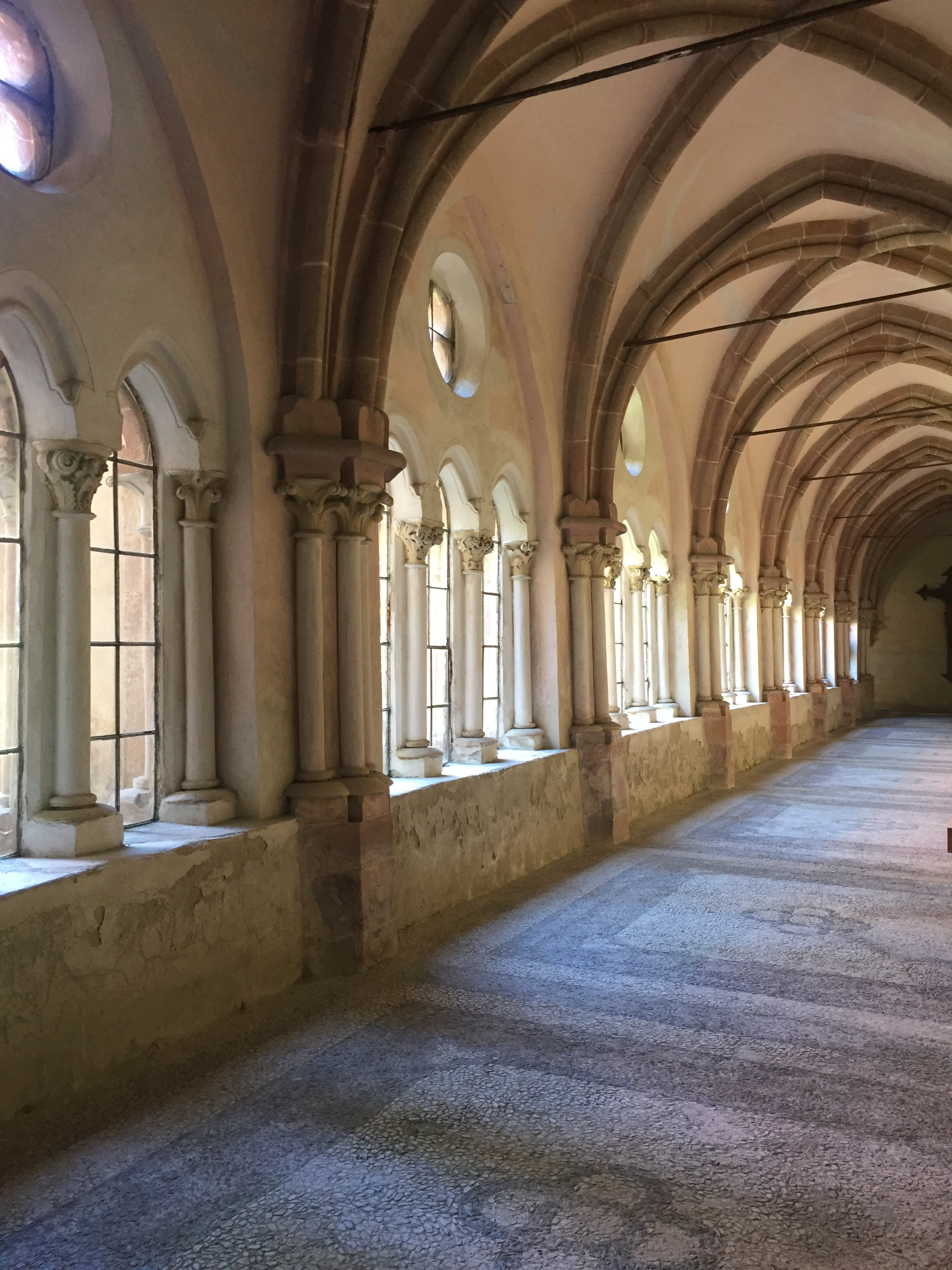
Claustro
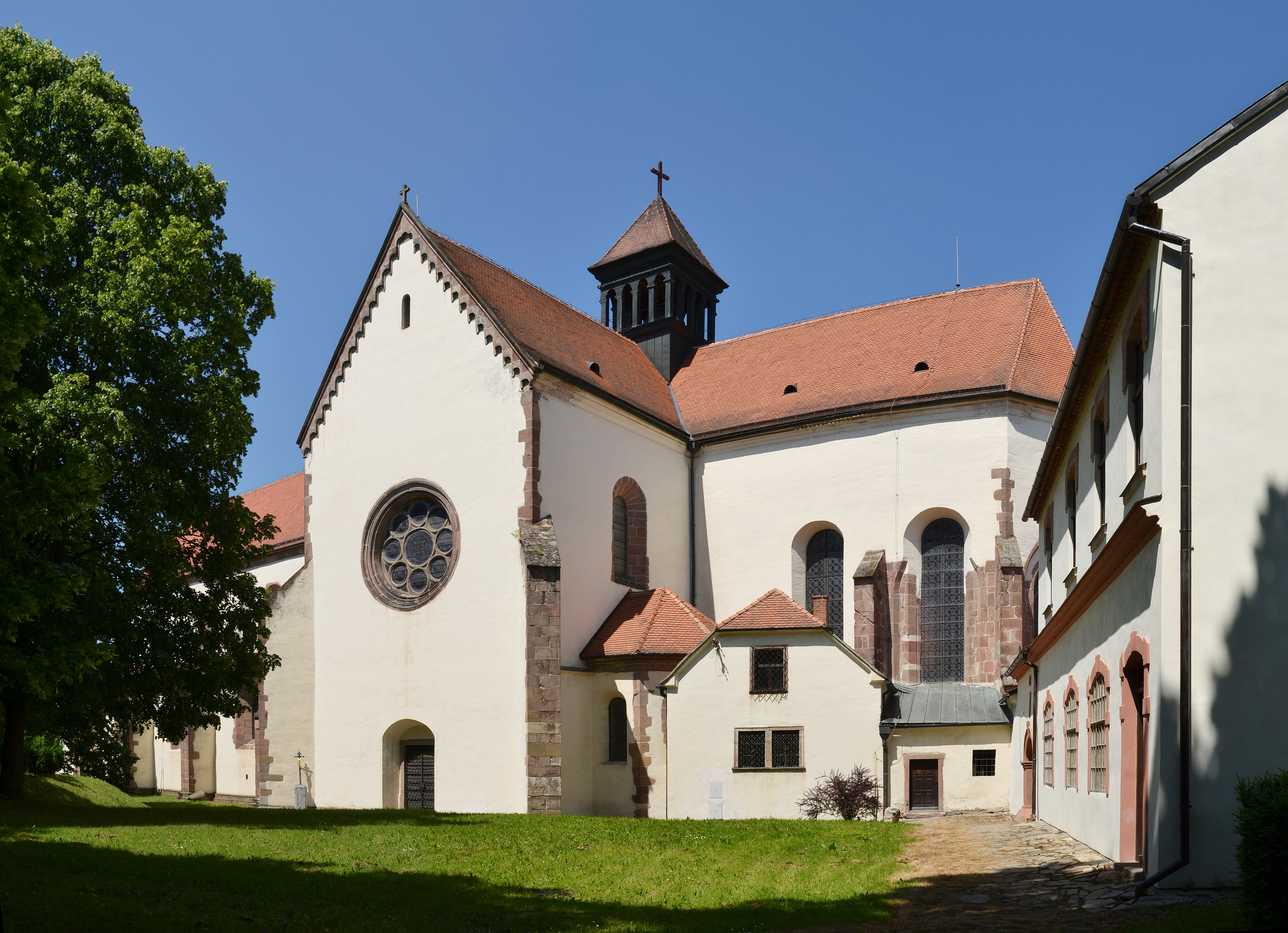
Fachada sur con ventanas románicas